# 港灣廣場

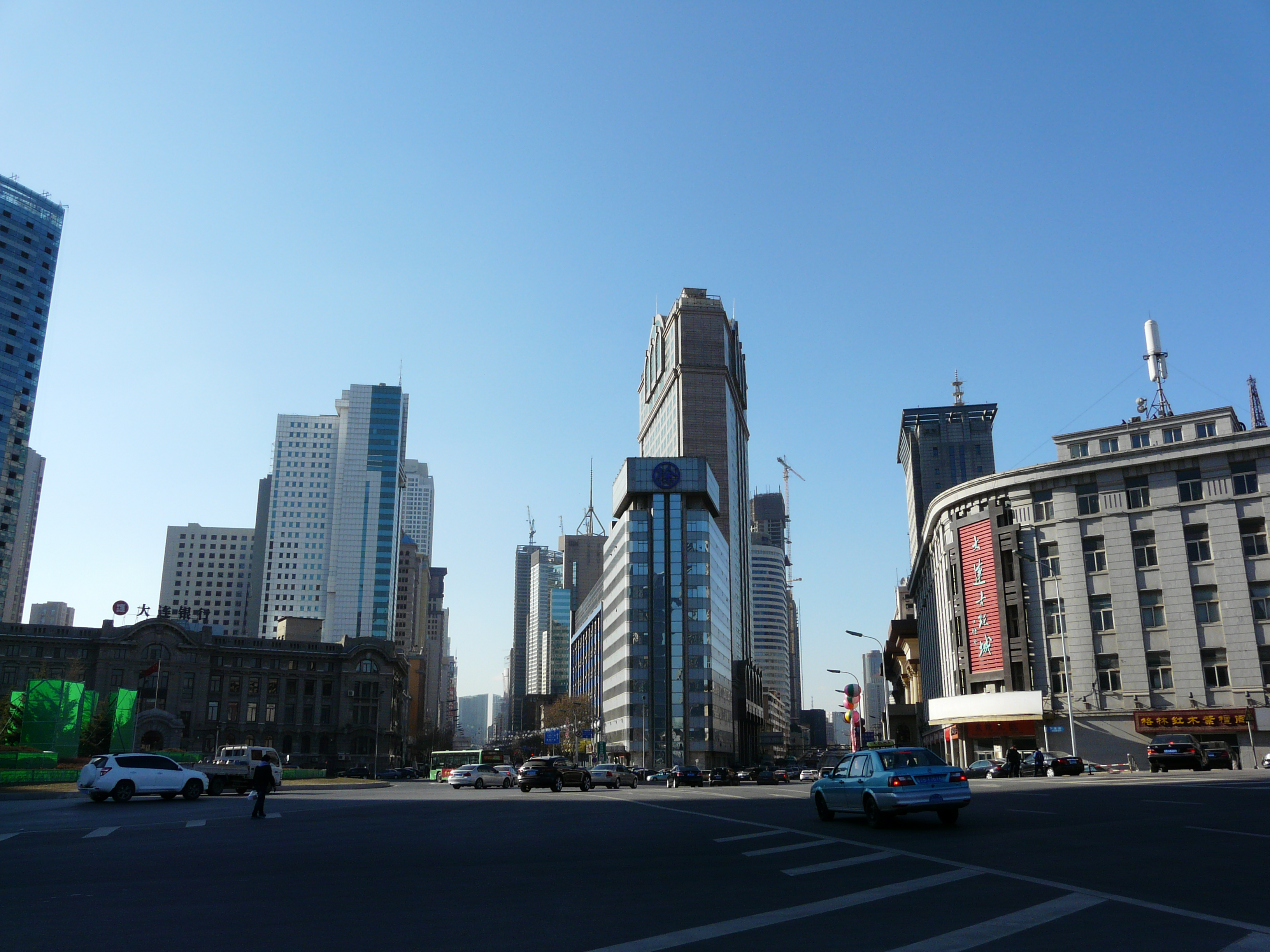
港湾广场

港湾广场是中国辽宁省大连市中山区的一个椭圆形广场，面积1.5万平方米，位于人民路东端与长江路、五五路、港湾街交汇处，大连港客运码头前。广场中间为圆形喷水池和帆船雕塑。广场周边有大连航运交易市场等建筑。